# Guy Nosbaum
Guy Camille Fernand Nosbaum (Corbeil-Essonnes, 10 de mayo de 1930-Bagnolet, 12 de agosto de 1996) fue un deportista francés que compitió en remo.
Participó en dos Juegos Olímpicos de Verano en los años 1952 y 1960, obteniendo una medalla de plata en Roma 1960 en la prueba de cuatro con timonel. Ganó una medalla de oro en el Campeonato Europeo de Remo de 1953.

## Palmarés internacional
| Juegos Olímpicos   | Juegos Olímpicos       | Juegos Olímpicos | Juegos Olímpicos   |
| Año                | Lugar                  | Medalla          | Prueba             |
| ------------------ | ---------------------- | ---------------- | ------------------ |
| 1960               | Roma (Italia)          | Medalla de plata | Cuatro con timonel |
| Campeonato Europeo |                        |                  |                    |
| Año                | Lugar                  | Medalla          | Prueba             |
| 1953               | Copenhague (Dinamarca) | Medalla de oro   | Dos con timonel    |